# Wolfgang Marchart
Wolfgang Marchart (* 7. März 1945 in Radmannsdorf, Oberkrain; † 2. August 2008 in Klagenfurt) war ein österreichischer Verwaltungsjurist.

## Leben
Marchart wurde 1965 im väterlichen Corps Posonia Wien recipiert.  Er studierte an der Universität Graz Rechtswissenschaft und schloss sich 1967 auch dem Corps Joannea an. Er trat am 18. Oktober 1971 in den Kärntner Landesdienst. Zum 1. Jänner 1985 wurde er Bezirkshauptmann der Bezirkshauptmannschaft Klagenfurt. Er starb mit 63 Jahren nach kurzer, schwerer Krankheit im Amt.
Wolfgang Marchart war verheiratet und hatte eine Tochter.

## Ehrungen
- Großes Goldenes Ehrenzeichen des Landes Kärnten